# Даніель Родріго де Олівейра
Даніель Родріго де Олівейра (порт. Daniel Rodrigo de Oliveira, 14 вересня 1985) — бразильський футболіст, нападник бельгійського «Ендрахта».

## Біографія
Виступав на батьківщині в клубі «Португеза Сантіста», який грав у чемпіонаті штату.
2007 року перебрався в Бельгію, де довгий час виступав за місцеві нижчолігові команди.
В червні 2013 року підписав контракт за схемою 1+2 з донецьким «Металургом», в якому дебютував 8 серпня в домашньому матчі Ліги Європи проти албанського «Кукесі» (1-0), вийшовши на 84 хвилині замість Володимира Польового. 11 серпня дебютував і у матчах Прем'єр-ліги, вийшовши на 78 хвилині матчу проти «Арсеналу» замість автора дубля Жуніора Мораеса. А вже у другому матчі чемпіонату, який Даніель розпочав в основі, він забив свій перший гол за «Металург», вразивши ворота «Зорі». Усього протягом сезону провів 10 матчів за «Металург», а по його завершенні, влітку 2014, залишив Донецьк, повернувшись до Бельгії, де уклав контракт з друголіговим клубом «Ендрахт» (Алст).